# پلاسیبو (گروه موسیقی)
پلاسیبو (به انگلیسی: Placebo) یک گروه آلترنتیو راک بریتانیایی است که در سال ۱۹۹۴ در لندن بنیان گذاشته شد.
اعضای بنیان‌گذار گروه برایان ملکو (خواننده و گیتاریست) و استفان آلسدِل (بیسیست) هستند که تا به امروز در گروه عضویت دارند. آلبوم‌های گروه تابه‌حال بیش از یک میلیون نسخه در بریتانیا و یازده میلیون نسخه در تمام دنیا فروش داشته است.

## اعضا

### فعلی
- برایان ملکو: آواز و گیتار الکتریک (۱۹۹۴ تاکنون)
- استفان آلسدِل: گیتار بیس و هم‌آوایی (۱۹۹۴ تاکنون)

### پیشین
- رابرت شولتزبرگ: درامز و پرکاشن (۱۹۹۴ تا ۱۹۹۶)
- استیو هویت: درامز و پرکاشن (۱۹۹۶ تا ۲۰۰۷)
- استیو فارست : درامز (۲۰۰۸ تا ۲۰۱۴)

## آلبوم‌ها[۴]
| نام آلبوم            | تاریخ انتشار    |
| -------------------- | --------------- |
| ۱. پلاسیبو(آلبوم)    | ۱۷ ژوئیه ۱۹۹۶   |
| ۲. من بدون تو هیچم   | ۳ نوامبر ۱۹۹۸   |
| ۳. موسیقی بازار سیاه | ۹ اکتبر ۲۰۰۰    |
| ۴. رابطه با روح ها   | ۱ آوریل ۲۰۰۳    |
| ۵. دارو ها           | ۴ آوریل ۲۰۰۶    |
| ۶. نبرد برای خورشید  | ۸ ژوئن ۲۰۰۹     |
| ۷. رسا همچون عشق     | ۱۶ سپتامبر ۲۰۱۳ |
| ۸. هرگز رهایم نکن    | ۲۵ مارس ۲۰۲۲    |